# Toyota Century
Toyota Century — 4-дверный седан высшего уровня, производимый компанией Toyota Motor Corporation и продающийся в основном в Японии. Хотя цена Toyota Century аналогична цене на Lexus LS600h, только Century позиционирован на высший уровень. Существует улучшенная модификация салона с названием Century Royal.
Название Toyota Century дано в связи со 100-летней годовщиной со дня рождения Сакити Тоёда (1867/03/19 — 1930/10/30), основателя Toyota.
В настоящее время на автомобиле не используется символики Toyota (хотя раньше использовалась на багажнике), на всех элементах нанесён символ в виде феникса или надпись «CENTURY». В качестве силовой установки с 1997 года в автомобиле используется уникальный 280-сильный двигатель 1GZ-FE V12, объемом 5,0 л.

## Первое поколение

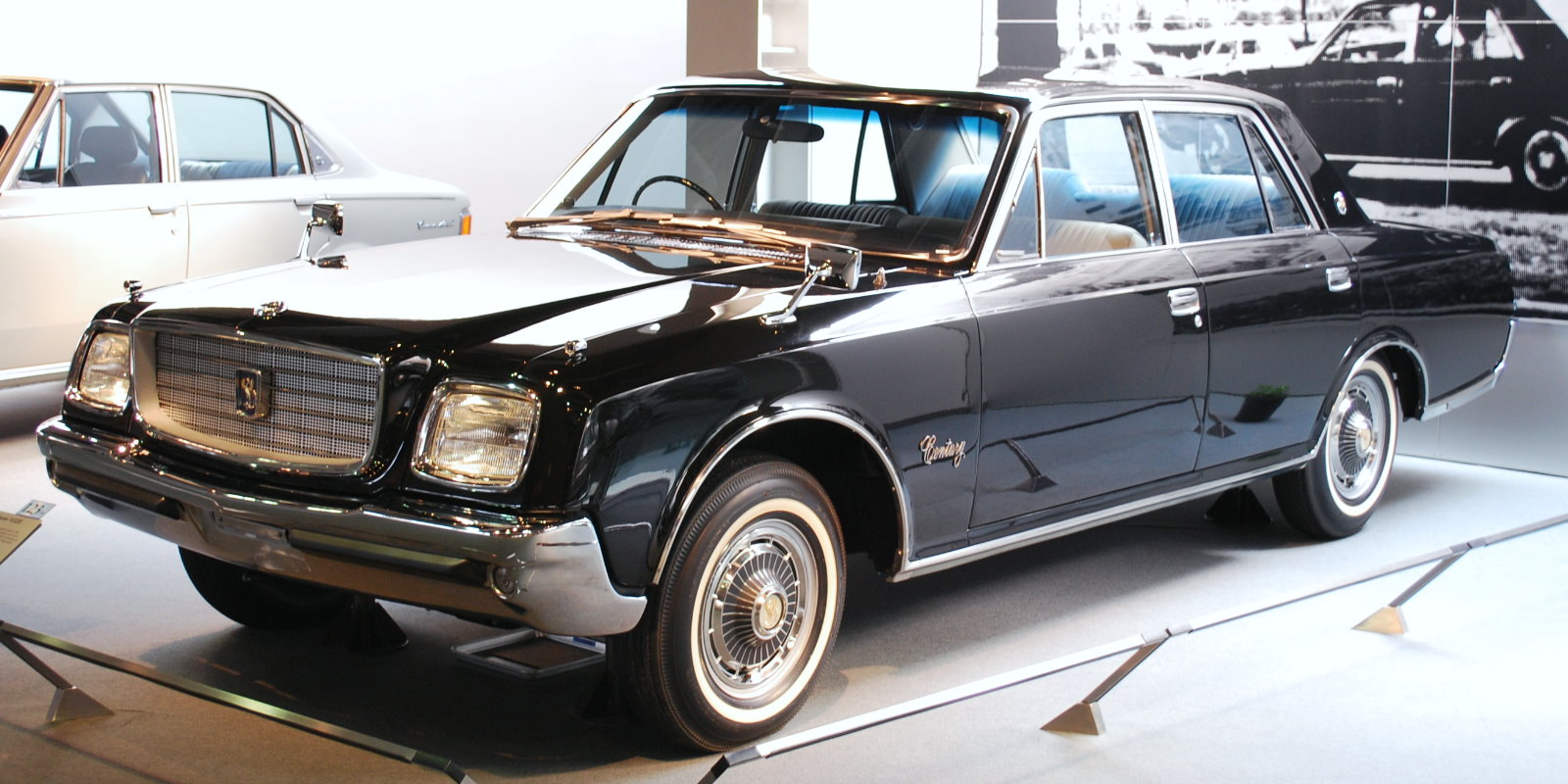
Toyota Century, 1967

Платформой первого Century (1967—1997) служил Toyota Crown Eight 1964, с 2,6 литровым V8 Toyota 3V, и начал производиться спустя два года после появления в октябре 1965-го Nissan President H150 и H250 с 4,0-литровым V8. В 1967 году Century был оснащен модернизированной версией двигателя Crown Eight, 3,0-литровым 3V. В 1973 году появился 4V-U объемом 3,4 л, затем в 1982 году 4,0-литровый 5V-EU, с установкой инжекторного впрыска топлива и новой технологии контроля выбросов «Toyota TTC». Названия 3V, 4V-U и 5V-EU не показывают число цилиндров в двигателе, а просто указывают на модель двигателя в серии двигателей Toyota V.
В 1971 году стал доступен автоматический климат контроль, что для того времени было инновационной особенностью автомобиля.

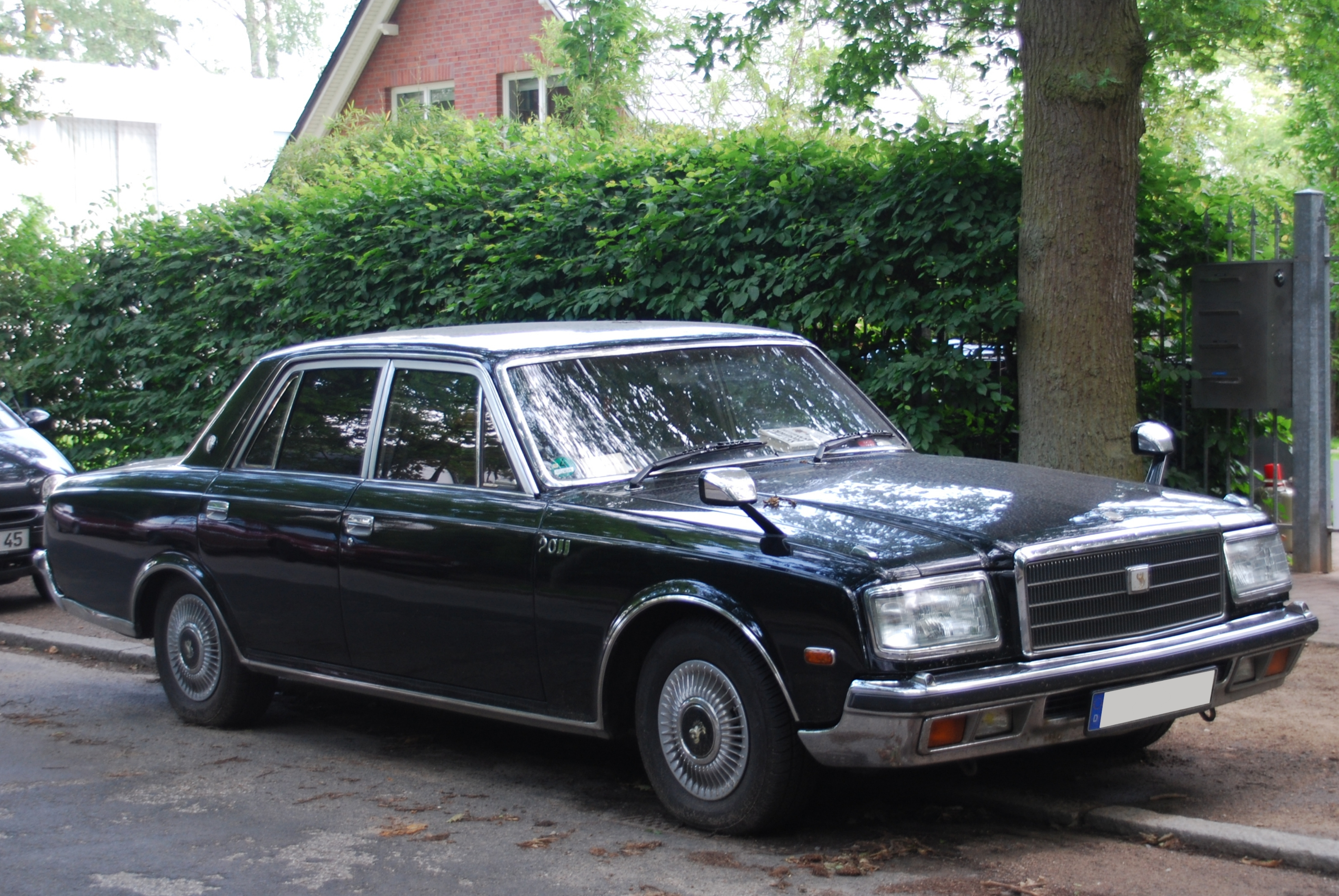
VG40 Century, 1982

Первое поколение Century оставалось неизменным на протяжении всей 30-летней истории производства, кроме незначительных косметических изменений и модернизаций двигателей. Century производился в ограниченном количестве. Он часто использовался в императорской семье, премьер-министром Японии, высшим руководством правительства и крупными бизнесменами.
Модель 1982 года получила своё первое изменение, полностью обновлен весь автомобиль внутри и снаружи, установлен большой двигатель. В таком виде он остался практически неизменным до сегодняшней версии, с 1982 года был достаточно популярен среди покупателей. Кроме того, в автомобиль была установлена волоконно-оптическая система с мультиплексированием.
Во время японского финансового пузыря, продажи Century выросли в два раза (с 1027 в 1985 году до 2117 в 1989 году), и в октябре 1989 года появился лимузин Century. Он был на 650 мм длиннее седана, и имел общую длину 5770 мм, и 3510 мм колесной базы. Задние двери стали на 150 мм шире, для более сбалансированного дизайна и простоты входа. Годовой объем производства был запланирован в 60 автомобилей. В сентябре 1990 года появилась L-версия длиной 5270 мм с колесной базой 3010 мм. Эта модель использует те же крупные задние двери, что и на лимузине Century.
Toyota Century с газовой турбиной GT45 и электродвигателем, как концепт был представлен в 1975 году на Токийском автосалоне.

### Изменения
- 1973: Изменены электромагнитные замки и задние фонари, установлены передние дисковые тормоза.
- 1975: Стандартная механическая коробка передач больше не доступна.
- 1987: Рычаг переключения передач перемещен с рулевой колонки на пол. Передние сиденья вместо дивана.

### Коды шасси
- VG20: 3,0 л 3V V8, 1967—1973
- VG21: 3,4 л 4V-U V8, 1973
- VG30: 3,4 л 4V-U V8, 1973—1977
- C-VG30: 1977
- E-VG35: 1978—1982
- VG40: 4,0 л 5V-EU V8, 1982—1997
- VG45: 4,0 л 5V-EU V8 (L-версия) 1990—1997

Первое поколение (G20, G30, G40)
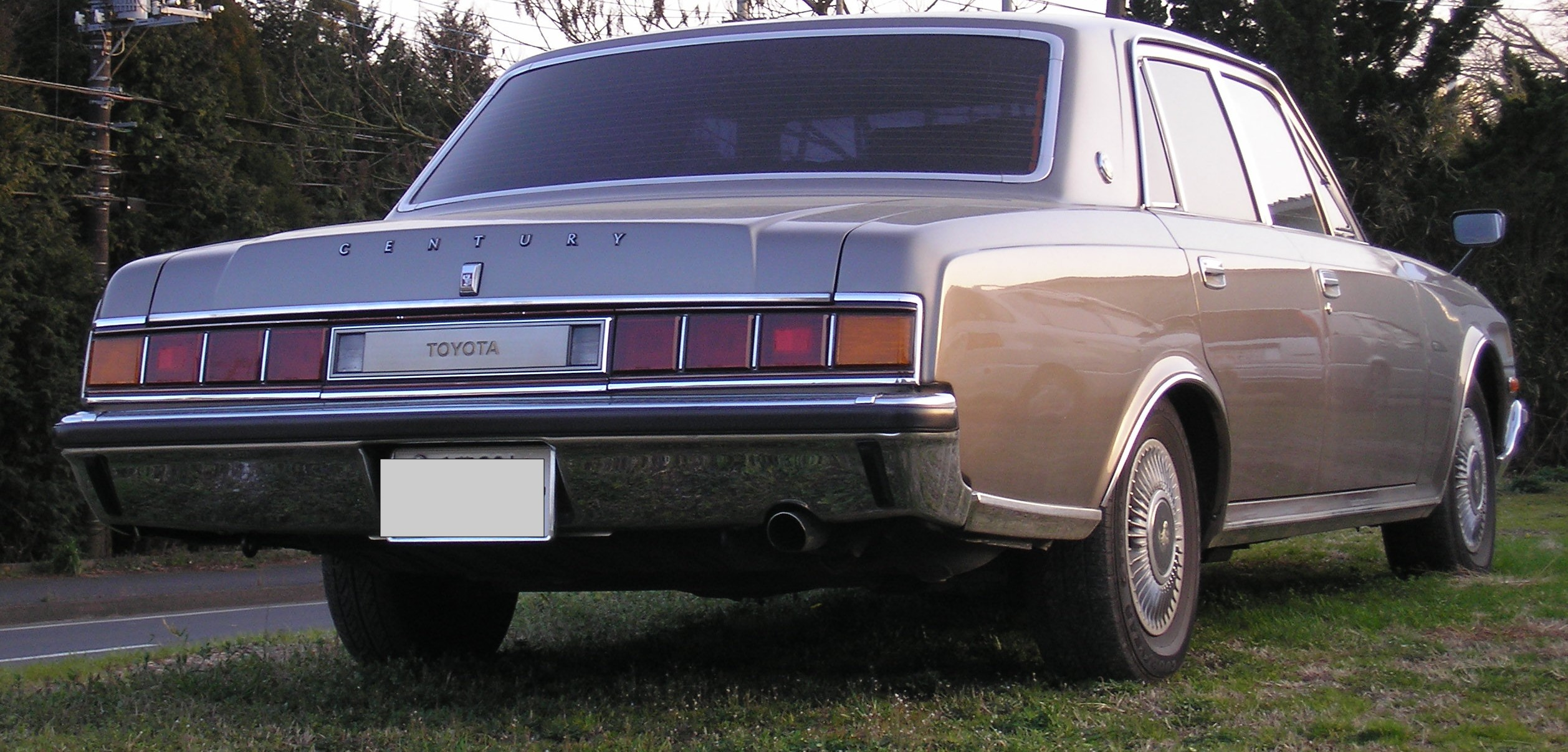
1982 VG40 Century вид сзади
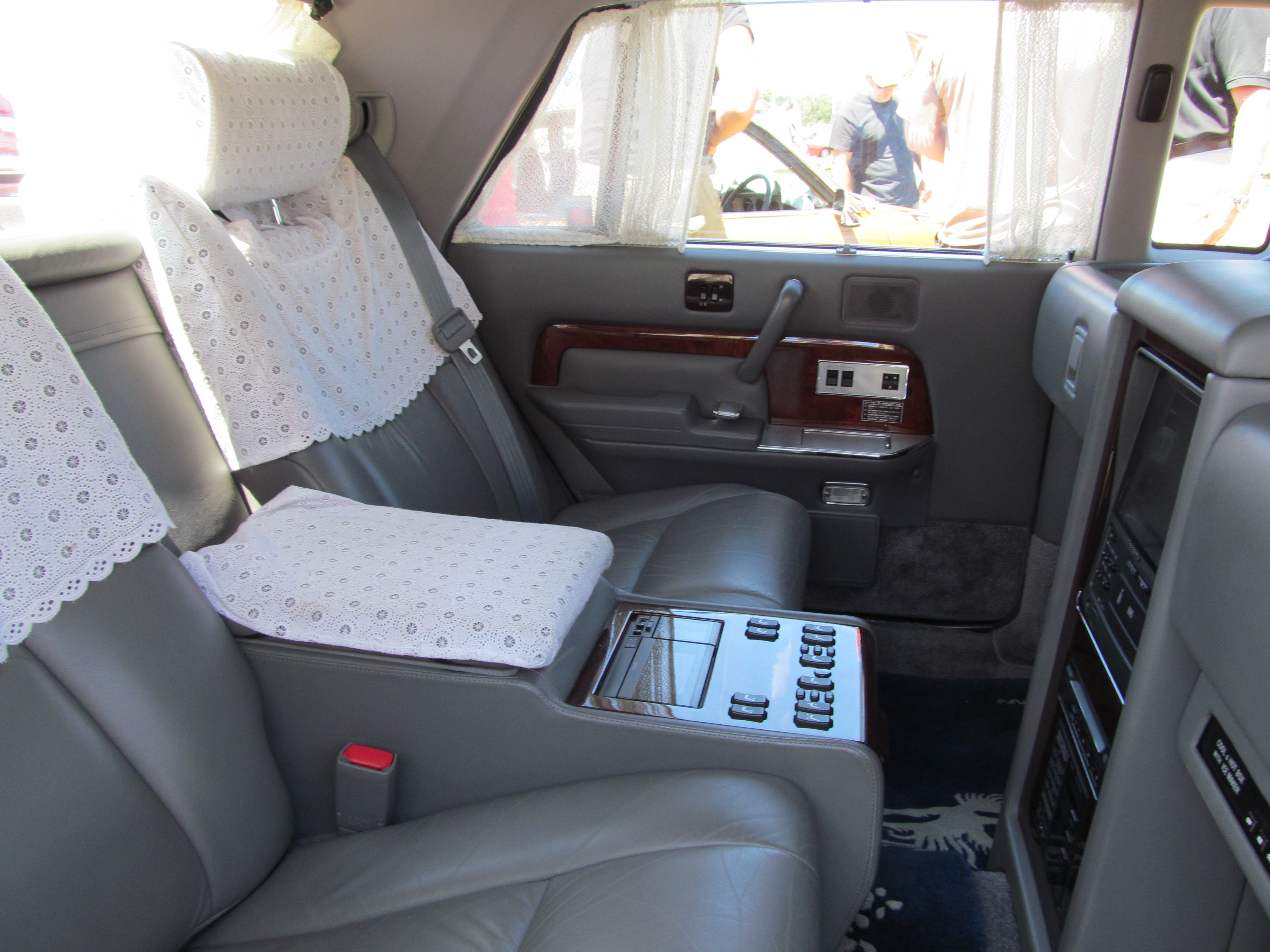
Вид на задний ряд (VG45) с антимакассарами.
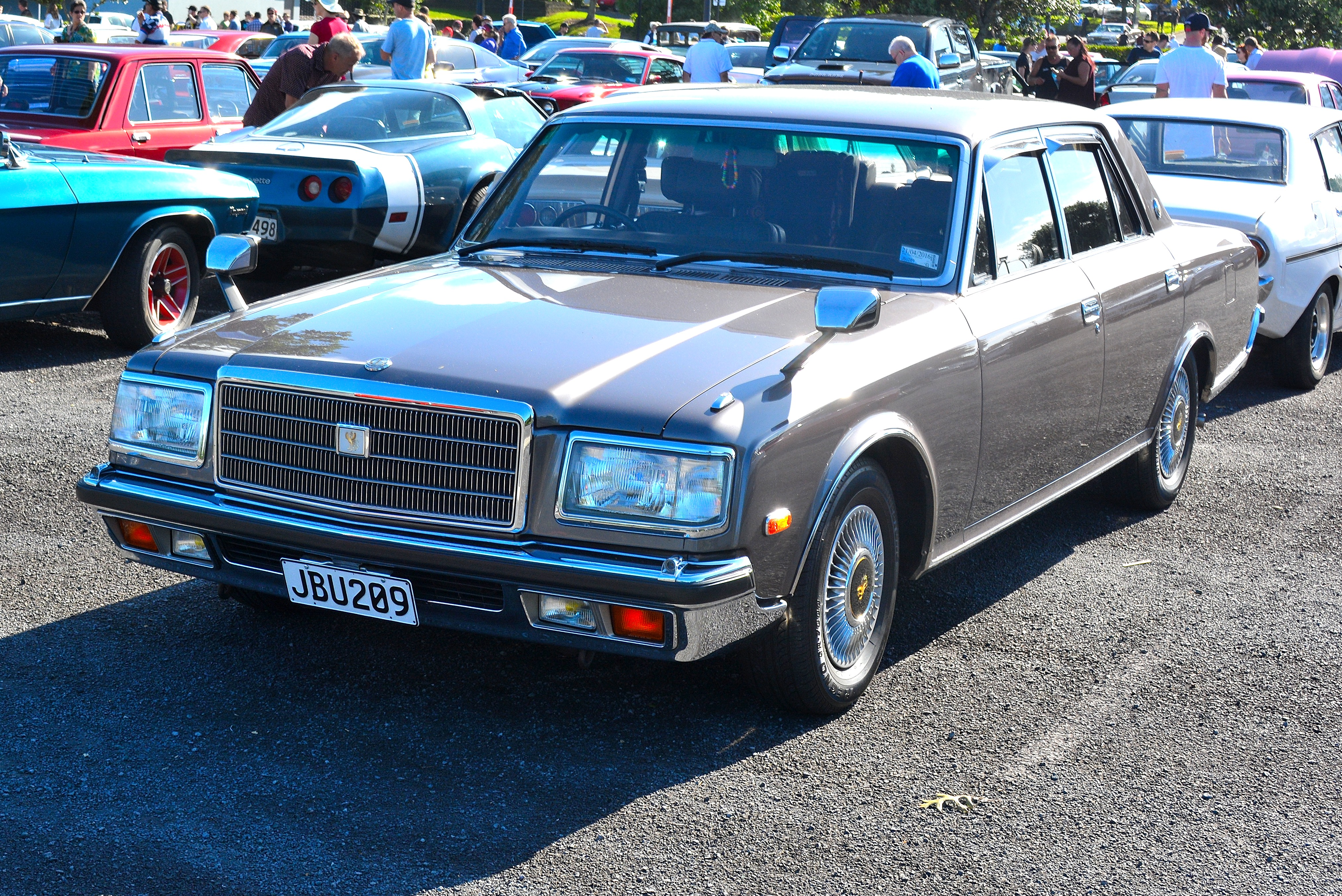
1990 VG40 Century

## Второе поколение

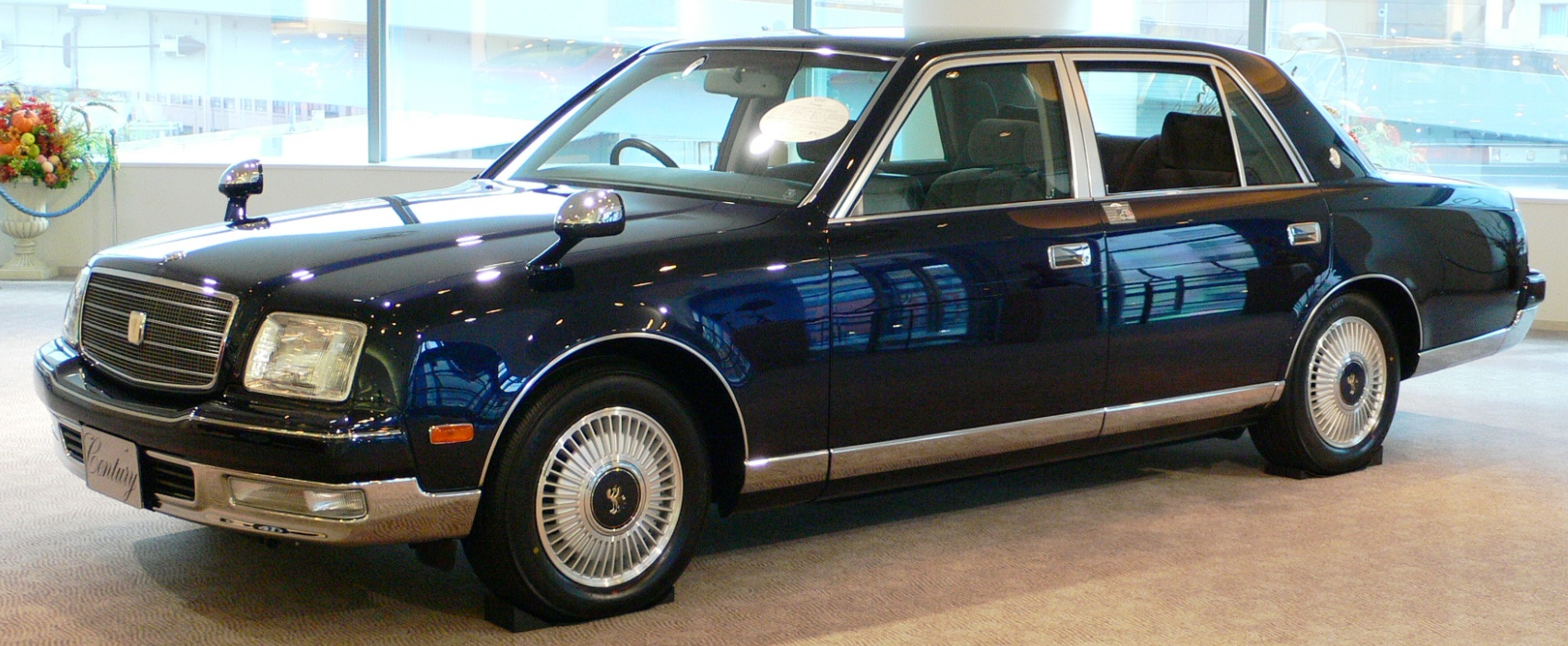
Toyota Century Второго поколения

Century второго поколения (1997-2017) получил полный рестайлинг в 1997 году, новая модель визуально была по-прежнему похожа на предыдущее поколение. Оснащается 5,0-литровым, 280-сильным 1GZ-FE V12. Первоначально устанавливалась 4-ступенчатая автоматическая коробка, в 2005 году замененная на 6-ступенчатую; автомобиль имеет пневматическую подвеску. Century остается первым и единственным японским переднемоторным заднеприводным автомобилем, оснащенным V12.
Century является самой роскошной моделью Toyota с момента его создания в 1967 году, и поддерживал этот статус до конца XX-го века. Сегодня он так же расположен выше автомобилей Lexus, и остается самой роскошной и престижной моделью с шильдиком Toyota. Century разделяет роль флагмана с Toyota Crown Majesta с почти идентичными габаритами, но с более современным подходом и внешним видом, который обращен к более молодым покупателям. Оба автомобиля являются исключительными для дилерской сети в Японии.
Как и другие автомобили высшего класса люкс, Century разработан специально для задних пассажиров. Следовательно, задние сиденья откидываются и оснащены системой массажа, а сиденья переднего пассажира полностью складываются.
Обшивка салона, как правило, из шерстяной ткани, а не кожаная, которую можно видеть во многих роскошных автомобилях. Связано это с тем, что кожа скрипит, чего нет в тканевых салонах. Автомобиль для покупателя доступен в любом цвете, тем не менее, салон, как правило, имеет коричневый, бордовый или синий цвета, кузов же черный. Автомобили, предназначенные для такси, обычно имеют кожаные интерьеры серых оттенков, для облегчения внутренней очистки и долговечности салона. Белые кружевные занавески, как правило, устанавливается на заднем стекле, а тонировка окон воспринимается как необоснованное привлечение внимания.
Century реализовался по цене ¥ 11 445 000. Для сравнения, базовая цена полноразмерного Lexus LS 460 2008 составляет приблизительно ¥ 10 000 000, или LS 600h L в ¥ 15 000 000.
В 2006 году, система G-BOOK была добавлена в список стандартных функций. Хотя Century не экспортировался за пределы Японии в больших количествах, он часто использовался чиновниками, которые работают в зарубежных японских офисах и посольствах.
В отличие от других роскошных автомобилей (например, Maybach или Rolls-Royce), Century не расположен и не позиционируется как знак богатства или избытка. Литература по маркетингу утверждает, что «Century приобретается в результате упорной работы, сделанной в простом, но строгом костюме».

Второе поколение (G50)
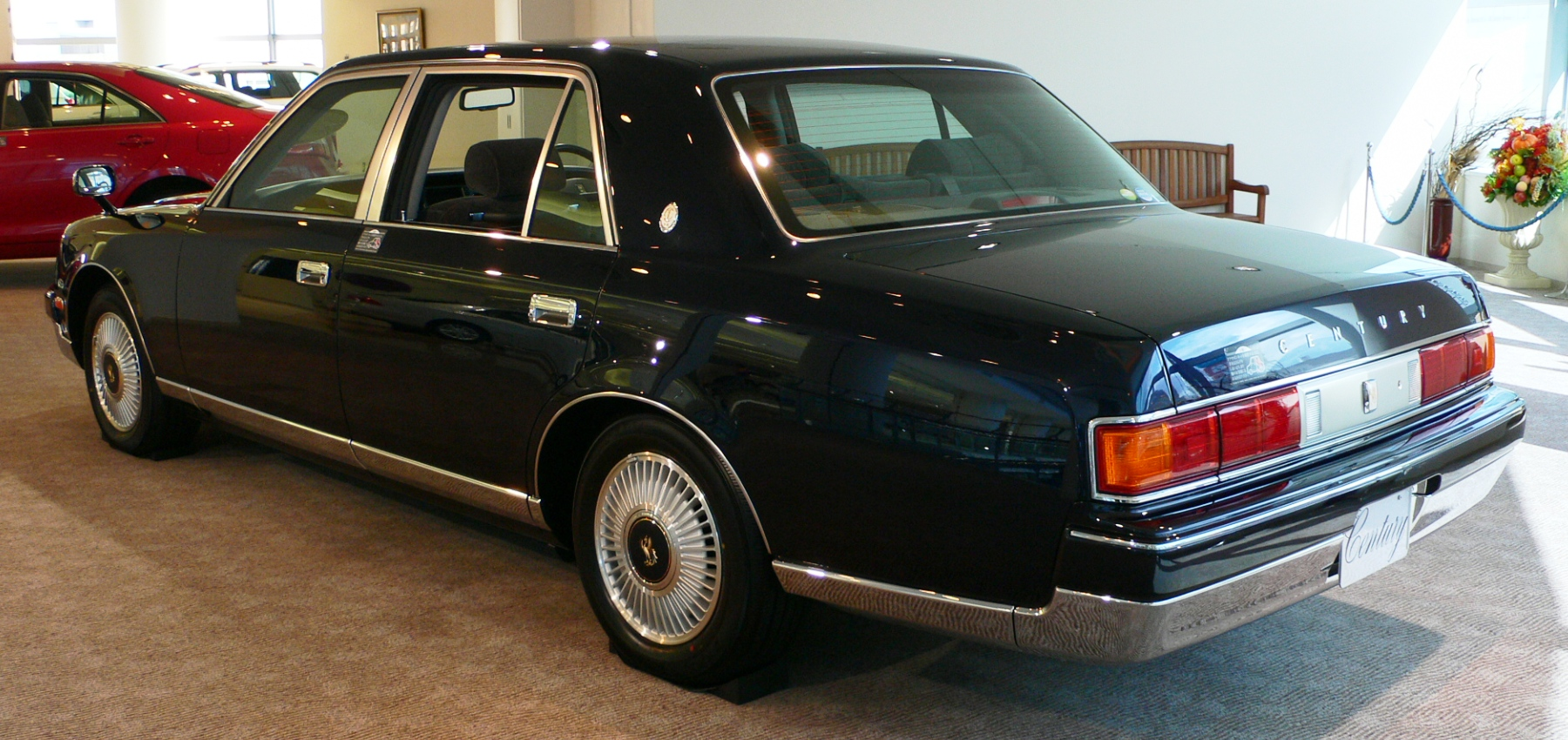
Вид сзади
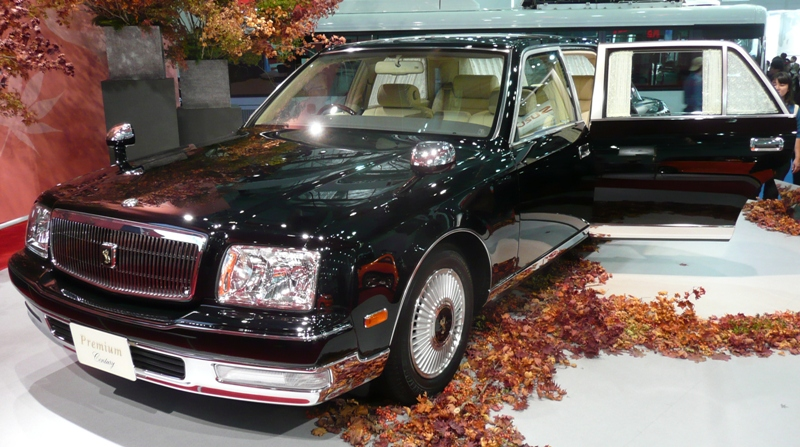
Токийский автосалон 2007
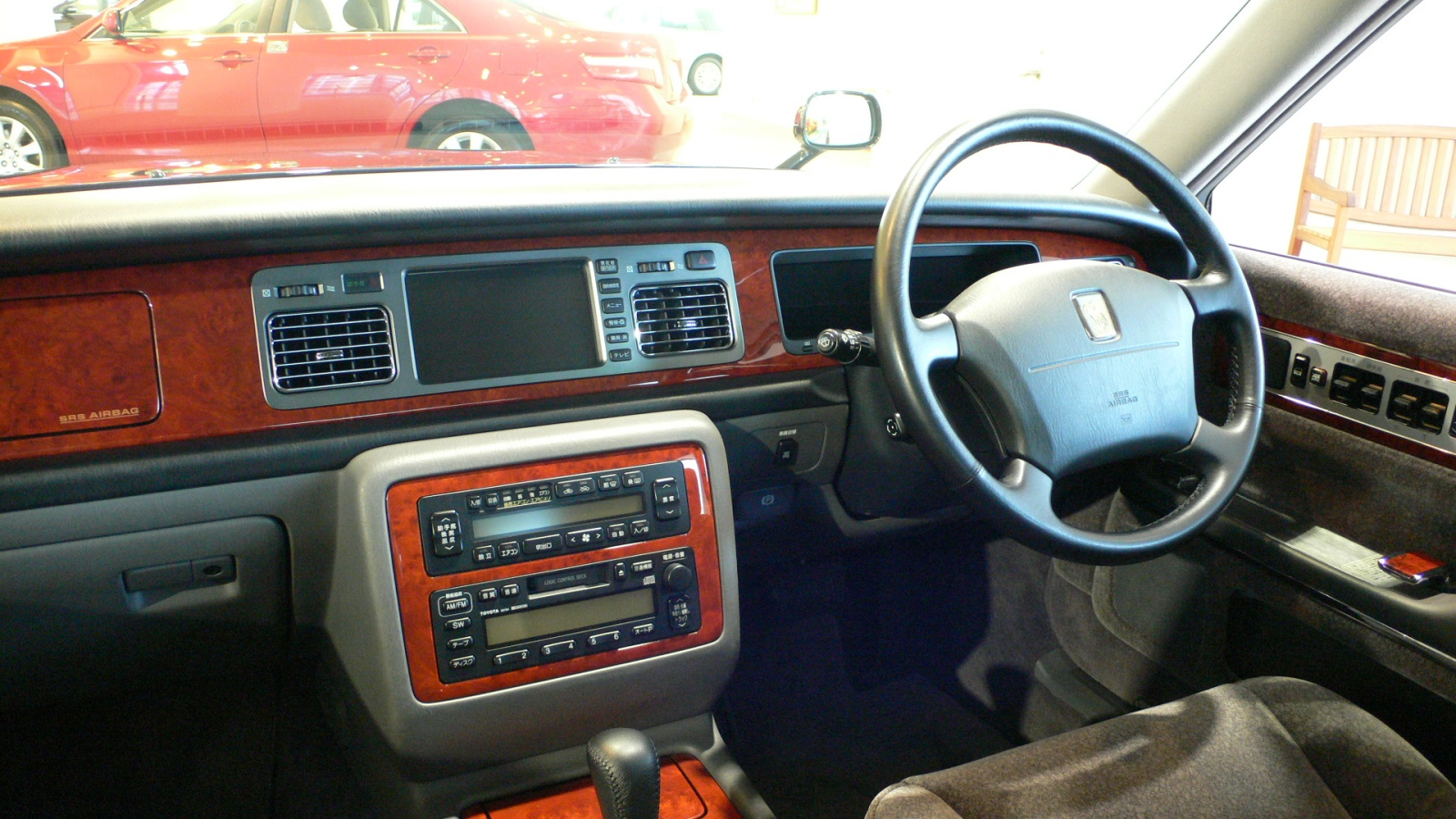
Торпедо
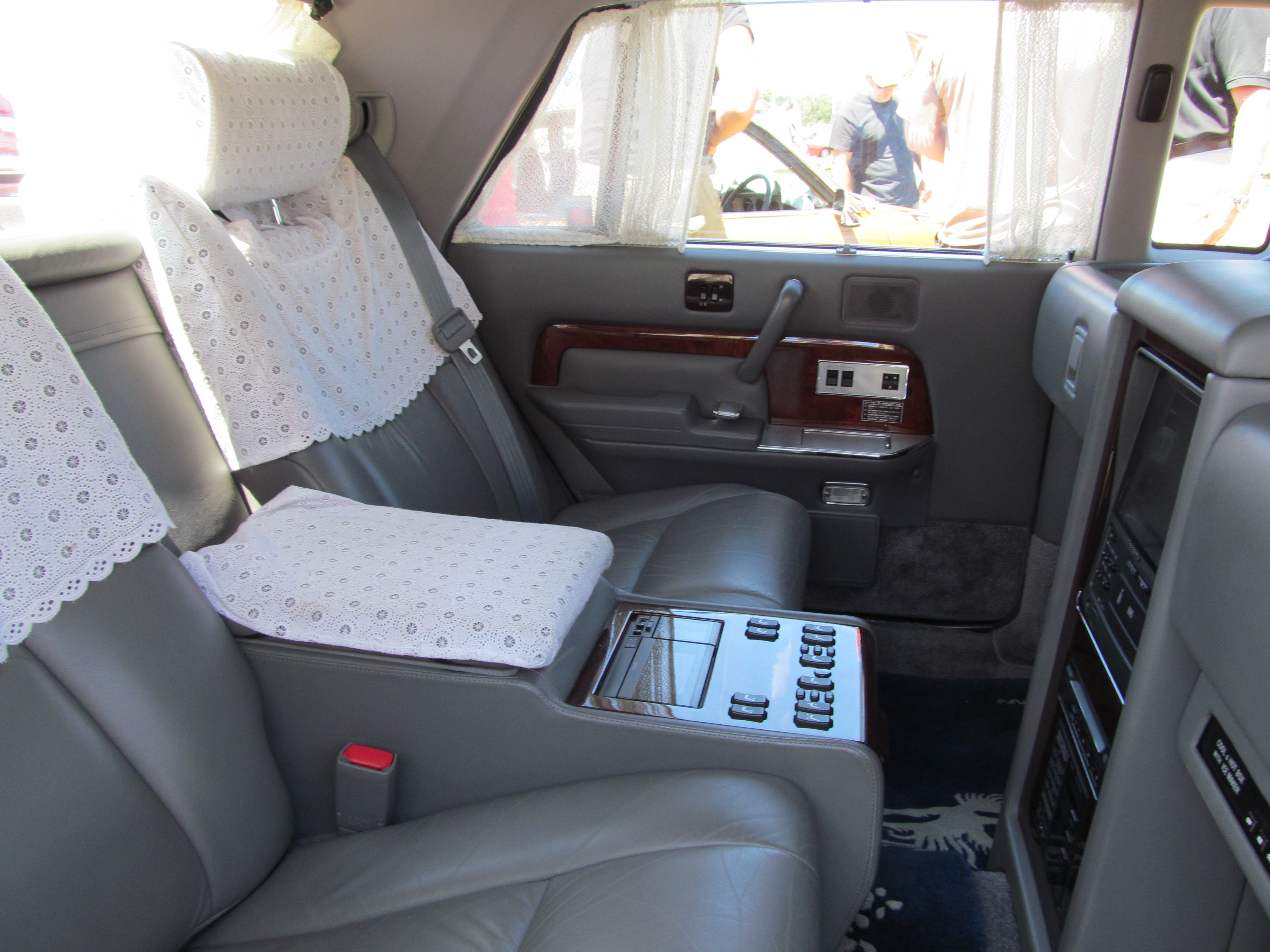
Задний диван
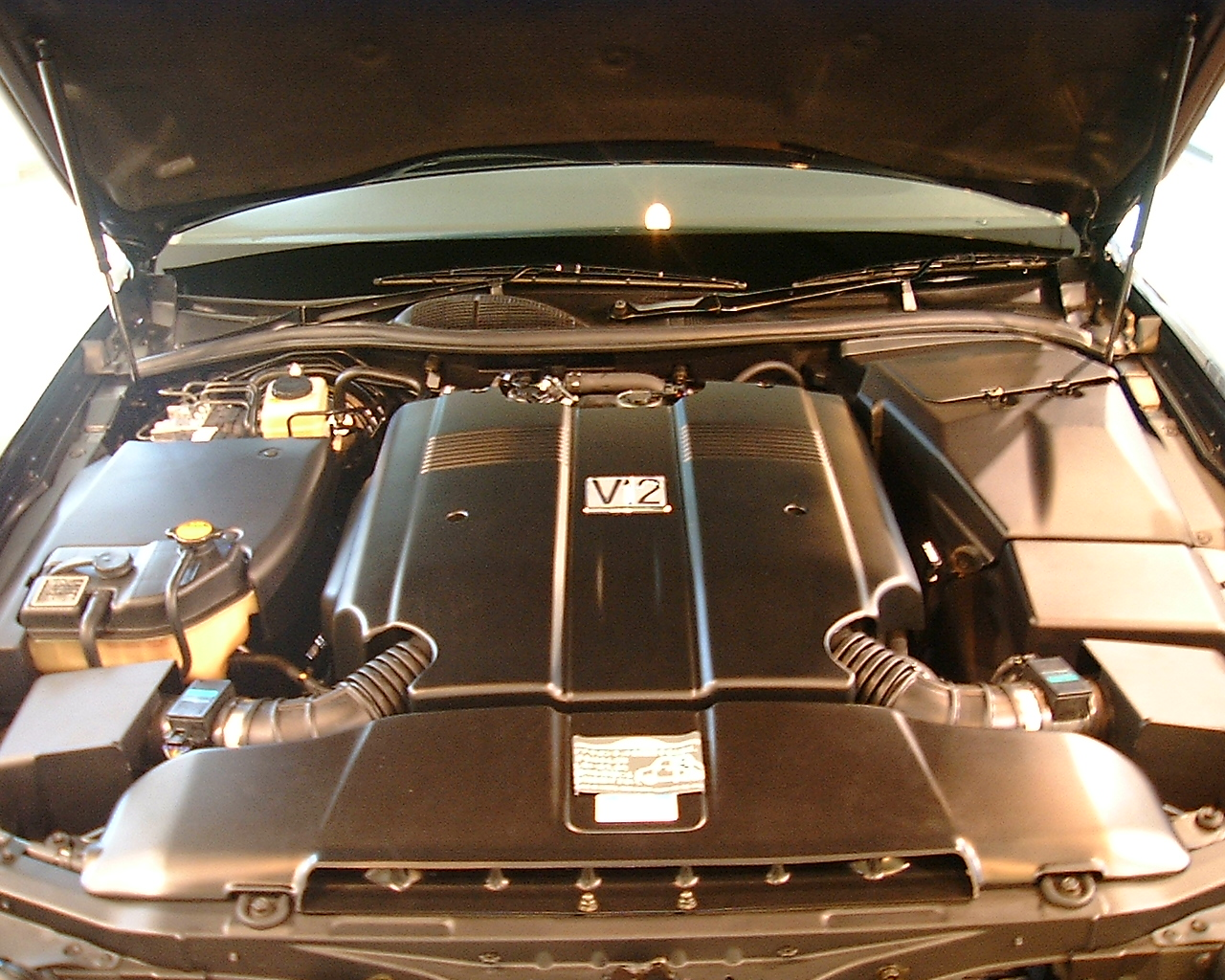
Двигатель 1GZ-FE V12

## Третье поколение

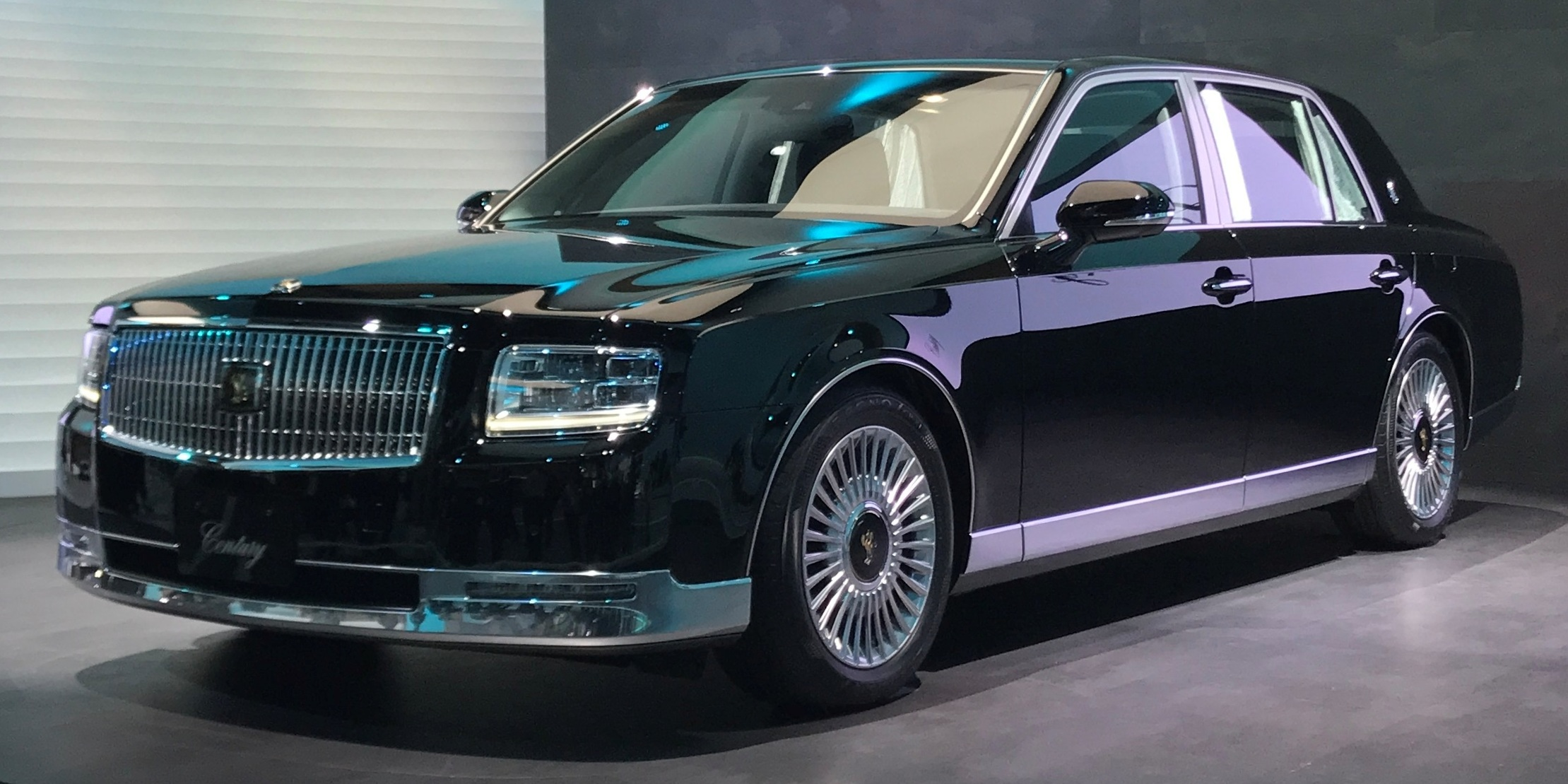
Toyota Century Третьего поколения

Премьера третьего поколения модели прошла на Токийском автосалоне. Новое поколение вышло в 2017 году. Визуально не получило больших изменений, кроме как в задней части авто, а именно - задних фар и бампера. Салон же обзавёлся кожаными креслами с множеством электрорегулировок, большими экранами высокого разрешения. С технической точки зрения авто получило обновлённый двигатель в лице 5-литрового V8 - 2UR-FSE. Трансмиссия отныне только вариаторная.

Третье поколение (G60)
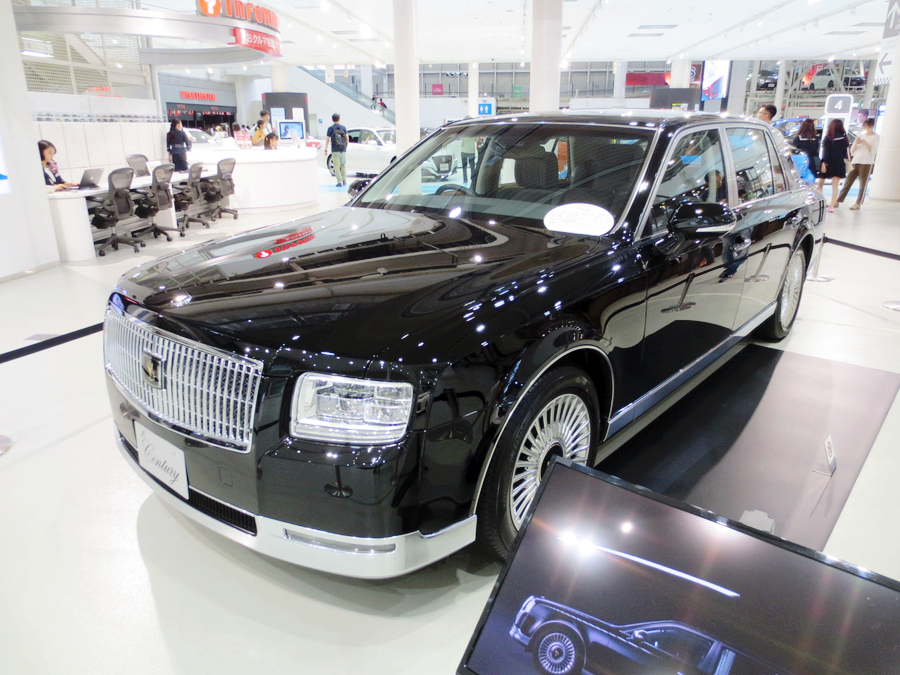
Вид спереди
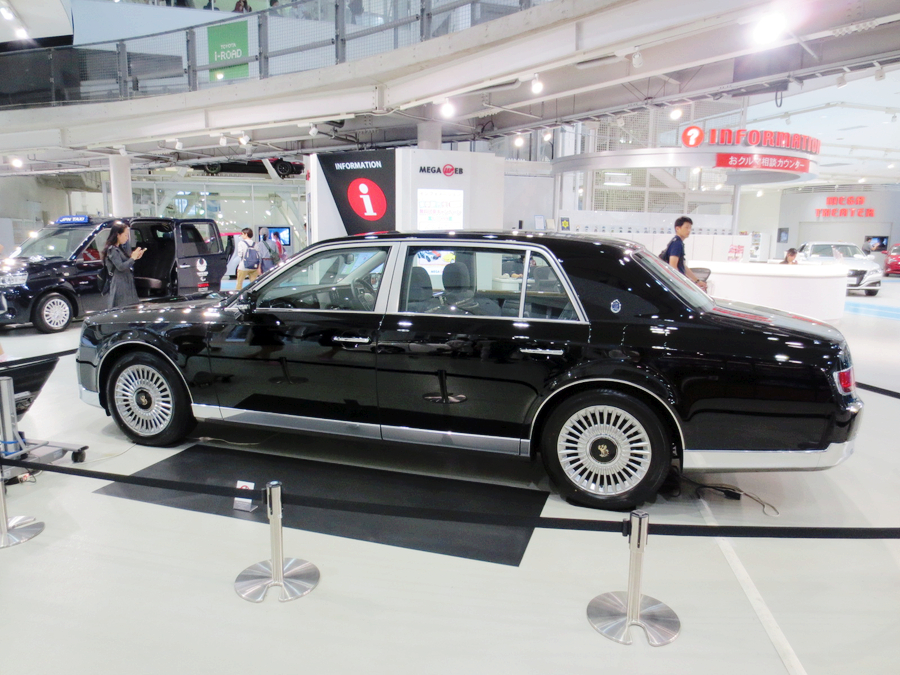
Вид сбоку
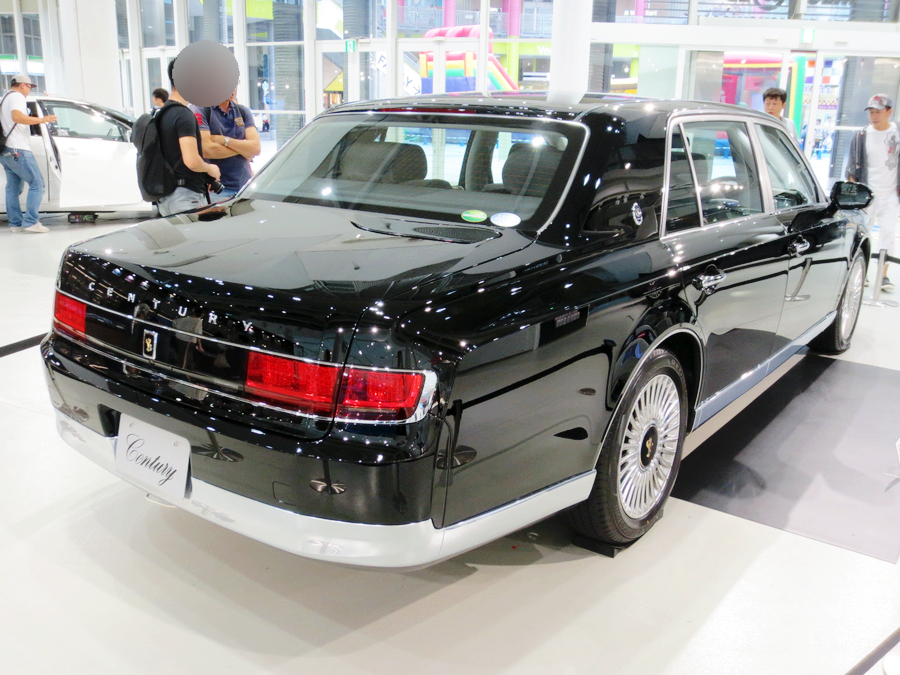
Вид сзади
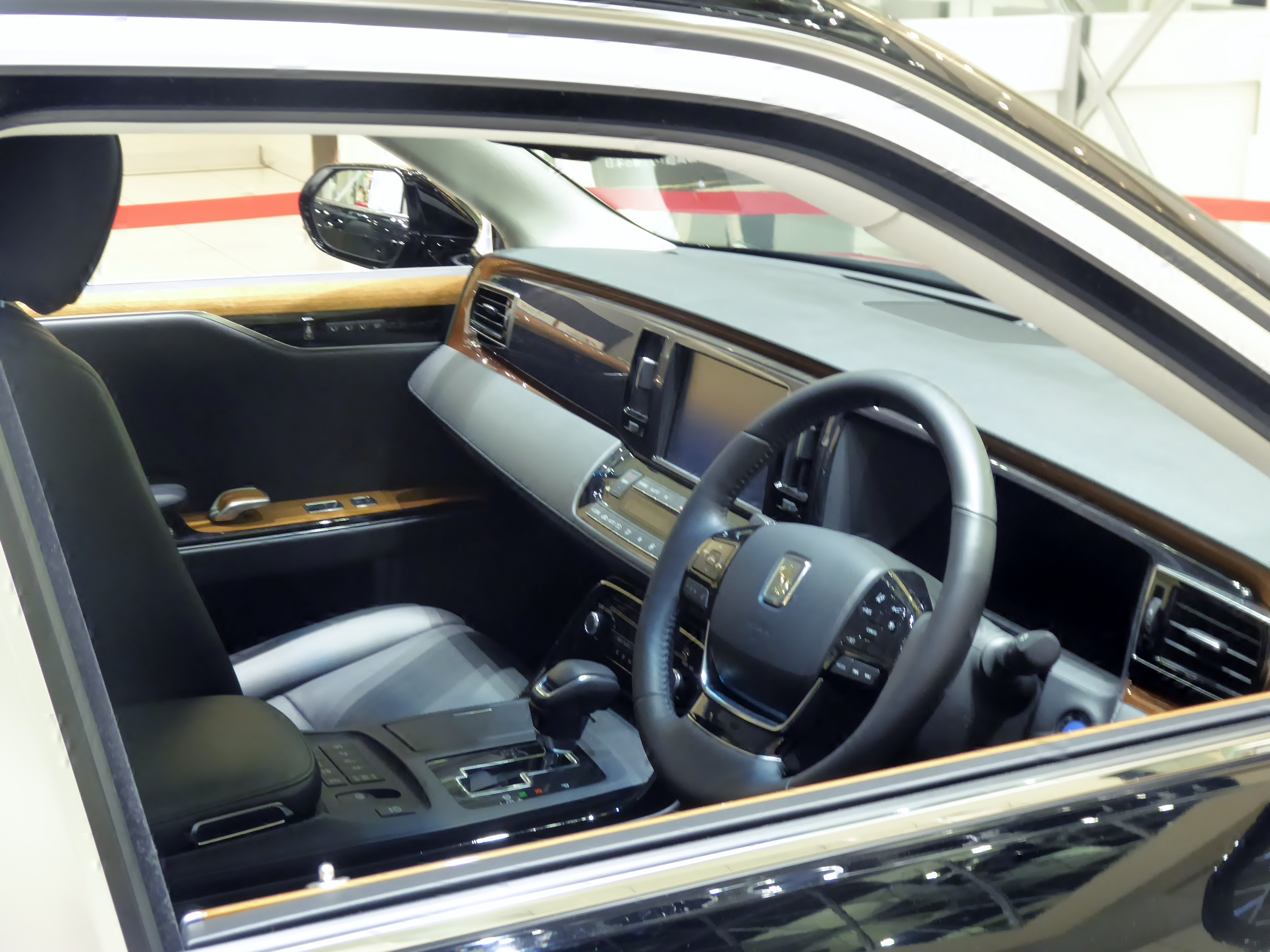
Интерьер
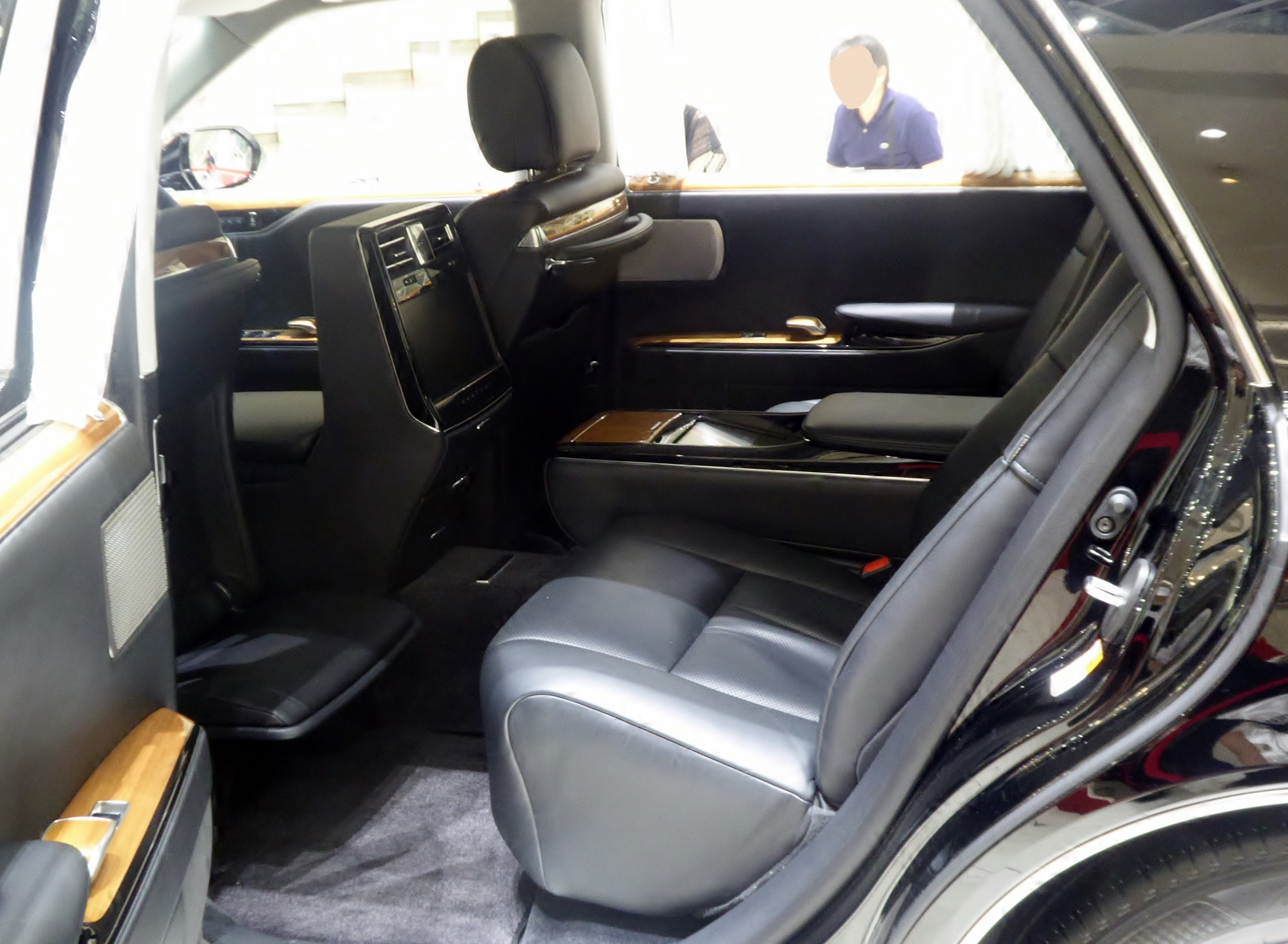
Задний ряд
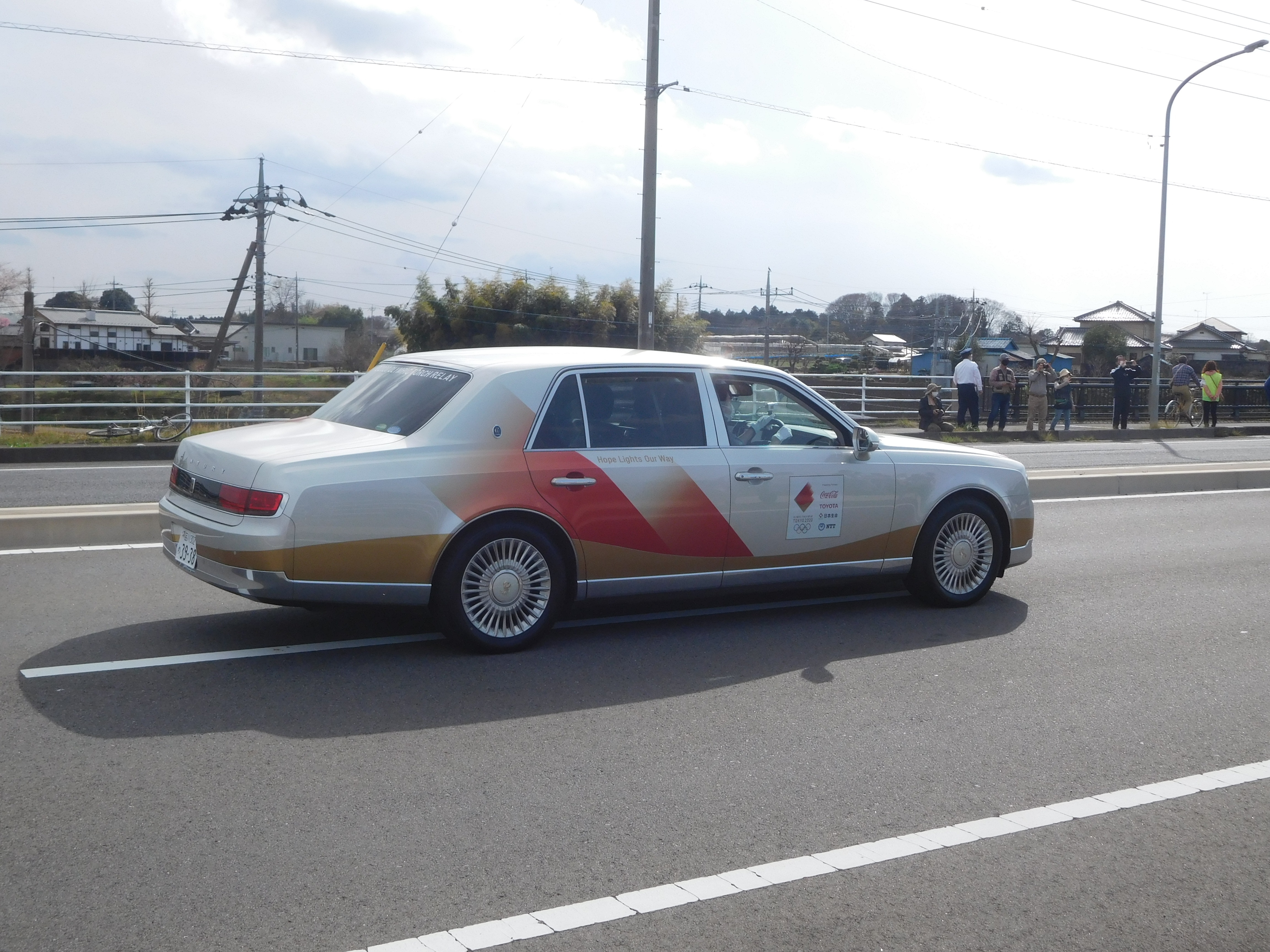
Эстафета Олимпийского огня 2020 года, Century Pace Car

## Century Royal
Toyota Century Royal является официальным государственным автомобилем Императора Японии.
Это специальная версия Toyota Century, изготовленные на заказ автомобили стоимостью ¥ 52 500 000. Автомобиль был подготовлен по просьбе Управления Императорского двора Японского, для пользования старшими членами Императорского дома. Эта специальная версия имеет шерстяную тканевую обивку, внутренний гранитный порог и обивка потолка салона из японской рисовой бумаги, а также засекреченные меры безопасности. Сиденье переднего пассажира обшиты кожей.
Изначально было заказано пять автомобилей, но из-за индивидуальной стоимости каждого, построено было только четыре. Подвеска состоит из двойных поперечных рычагов как для передних, так и задних колес. Двигатель используется тот же, что и на втором поколении Toyota Century, 5,0-литровый V12 мощностью 280 л. с.
Этот автомобиль заменил парк из восьми 40-летних лимузинов Nissan Prince Royal, которые начали ломаться в процессе эксплуатации из-за своего возраста. Так, Prince Royal был снят с эксплуатации, но обычный Century не был готов для такой службы. Century Royal является эксклюзивным автомобилем и был представлен 7 июля 2006 года. Когда внутри едет Император, на месте из номерного знака расположено изображение Императорской печати, а на внешних сторонах обоих задних пассажирских дверей изображены 16 лепестков хризантемы золотого цвета, с отсылкой на Хризантемовый трон.
Лимузин имеет длину более 6 метров и ширину более 2 метров, что сопоставимо с Maybach 62. Оба эти автомобиля больше и тяжелее, чем Rolls-Royce Phantom 2003. Century Royal освобожден от японских правил, касающихся габаритов и объема двигателя. Императоры ранее передвигались на Nissan Prince Royal (1967—2008), Cadillac Series 75 (1951—1970), Mercedes-Benz 770 W07 Series (1932 −1968), Rolls-Royce Silver Ghost (1921—1936), Daimler (1913—1927).
Премьер-министр Японии передвигается в обычном Toyota Century или Lexus LS 600hL, в сопровождении эскорта полицейских, который включает многочисленные Toyota Celsior.

## Century SUV

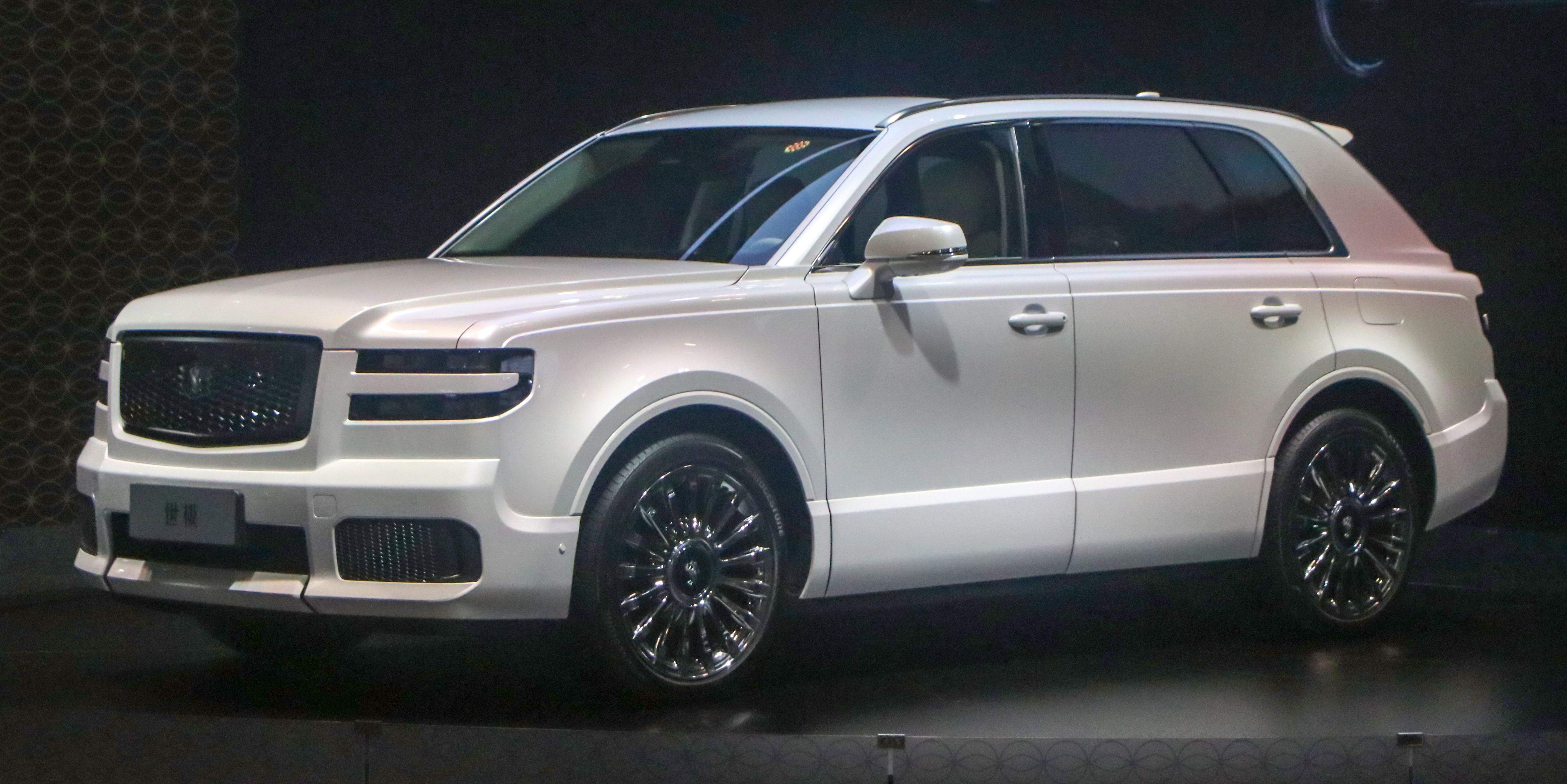
Вид спереди

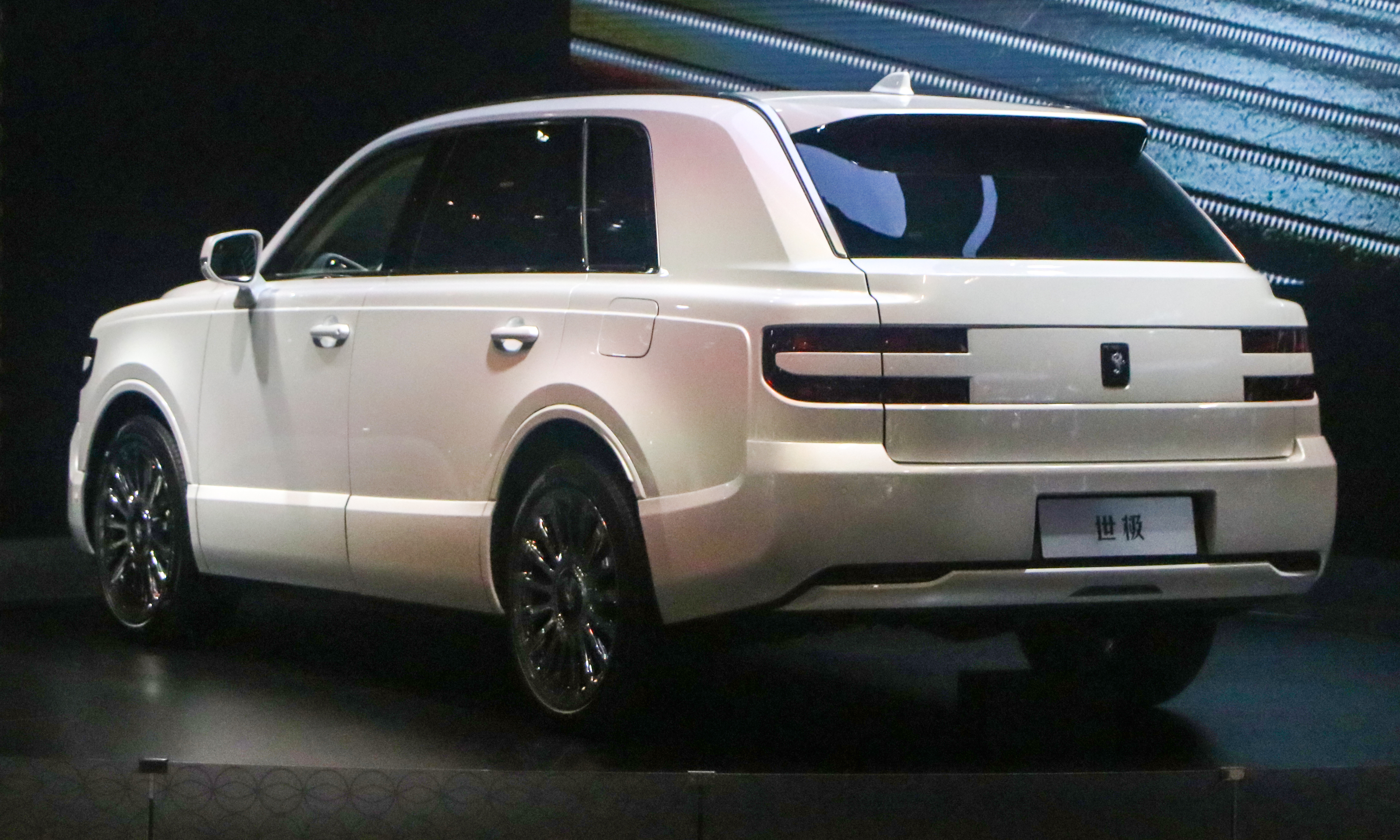
Вид сзади

Модель класса SUV под маркой Century была представлена 6 сентября 2023 года. До этого автомобили марки Century всегда выпускались только как 4-дверный седан, но Century SUV был разработан как модель нового типа, использующая подключаемый гибрид (PHEV). Официальное название новой модели Century, как и у седана, но некоторые СМИ называют его внедорожником, чтобы отличить его от остальных моделей марки. Однако термин внедорожник вообще не используется на официальном сайте Toyota Motor Corporation и в пресс-релизах.
Модель построена на платформе GA-K, используемой на североамериканском рынке Grand Highlander и Lexus TX. В стандартную комплектацию входит 3,5-литровый двигатель 2GR-FXS V6 с подключаемой гибридной трансмиссией.